# Золотое оружие «За храбрость»

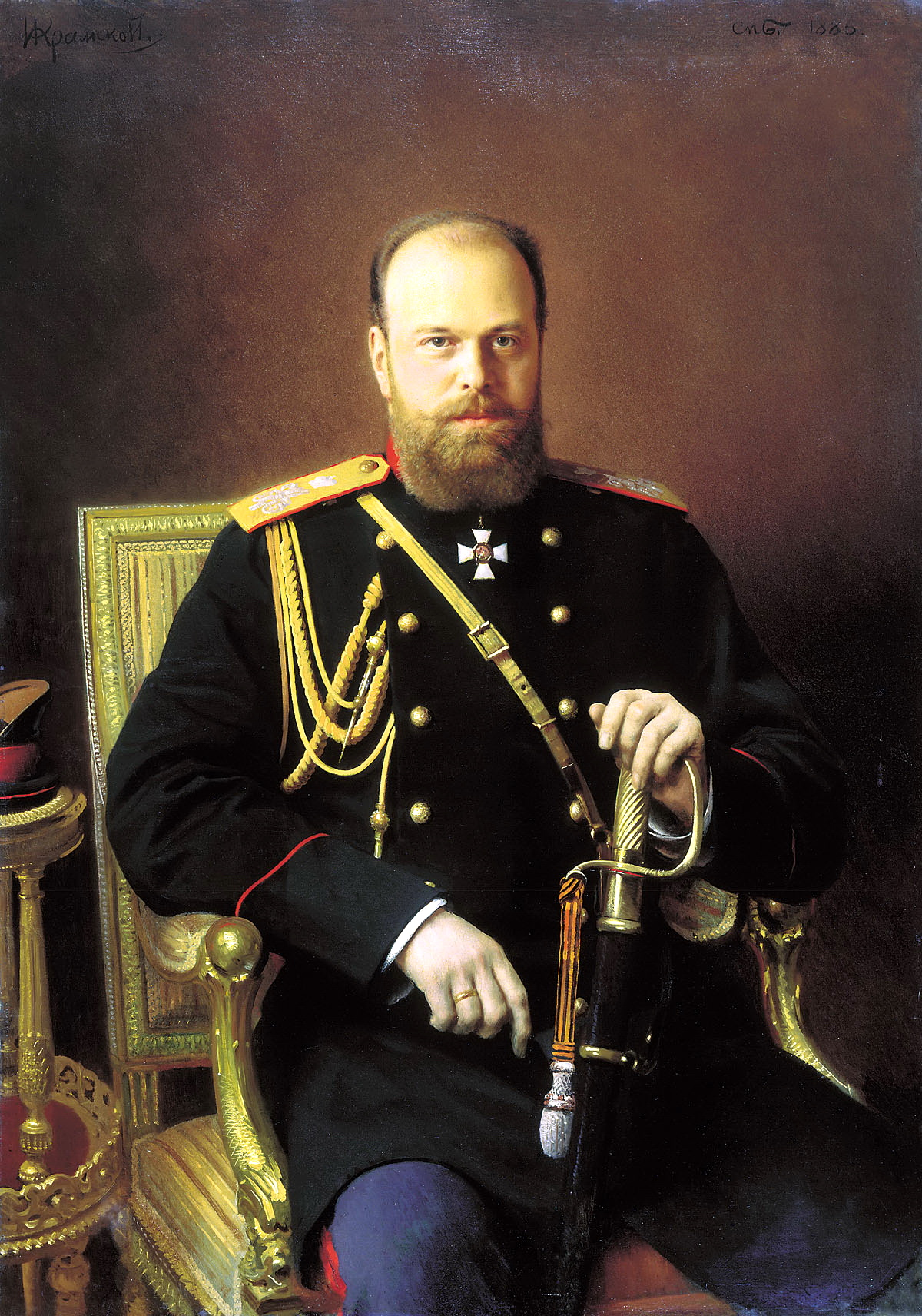
На портрете Александра III видны аксельбант, портупея, золотое оружие и темляк из Георгиевской ленты

Золотое оружие с надписью «За храбрость» — наградное оружие в Российской империи, причисленное «к прочим знакам отличия».
Награждение Золотым холодным оружием — шпагой, кортиком, позднее саблей — производилось в знак особых отличий, за проявленную личную храбрость и самоотверженность. Генералы награждались Золотым оружием с бриллиантами. В XVIII веке эфес Золотого оружия делали из золота, к XX веку эфес оружия без бриллиантов только золотили, хотя офицер имел право за свой счет заменить эфес на полностью золотой. На эфес наносилась надпись «За храбрость».
С 1913 года, согласно новому Статуту ордена Святого Георгия, Золотое оружие «За храбрость» стало официально именоваться Георгиевским оружием и причислялось к ордену Святого Георгия. Георгиевское оружие установлено для пожалования оным генералов, адмиралов, штаб и обер-офицеров — «за выдающиеся воинские подвиги, требующие несомненного самоотвержения» и «никоим образом не может быть жалуемо в качестве очередной боевой награды или же за участие в определённых периодах кампаний или боях, без наличия несомненного подвига». Георгиевское оружие имело позолоченный эфес с лавровыми украшениями на кольцах и наконечниках ножен, на эфесе была изображена надпись «За храбрость» и стал помещаться золотой крест ордена Святого Георгия уменьшенного размера из финифти. Генералы и адмиралы награждались Георгиевским оружием, украшенным бриллиантами, причем надпись «За храбрость» заменялась указанием на подвиг, за который оружие пожаловано, на эфесе золотой крест ордена Святого Георгия из финифти, был также украшенный бриллиантами. Эфес и приборные металлические части ножен разрешалось изготовлять из золота.

## История

### XVIII век
Награждение оружием практиковалось с ранних времен, но самые ранние золотые оружейные награды в России датируются XVII веком. В Государственном музее-заповеднике «Царское Село» хранится сабля, на клинке которой золотом наведена надпись: «Государь Царь и Великий князь Михаил Федорович всея Руси пожаловал сею саблею Стольника Богдана Матвеева Хитрово». Царь Михаил Фёдорович правил в 1613—1645 годах. Но за какие именно заслуги стольник Богдан Матвеевич получил дарственную саблю — неизвестно, поэтому отсчёт истории Золотого оружия как исключительно военной награды ведётся с Петровских времён.

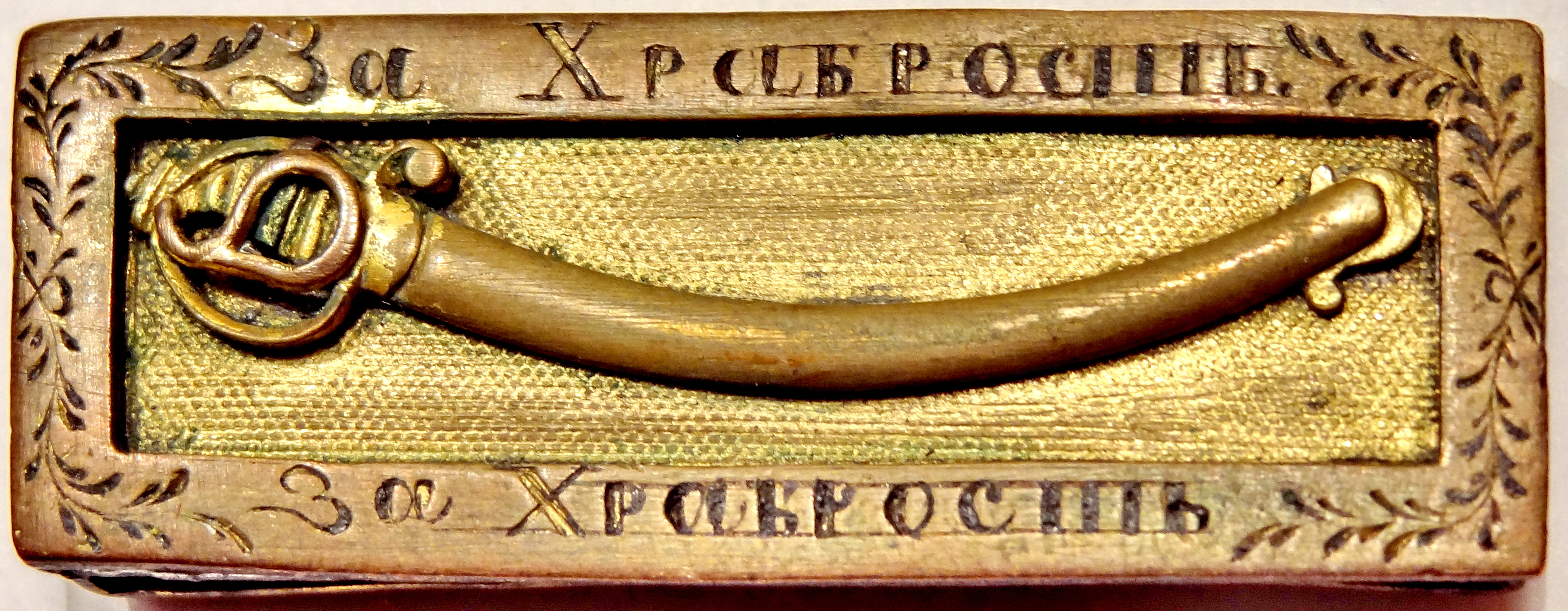
Нагрудный фрачный знак к Золотому оружию «За храбрость»

Первое награждение золотым оружием как наградой за военные подвиги было произведено 27 июля 1720 года. В этот день князю М. М. Голицыну за разгром шведской эскадры при острове Гренгам «в знак воинского его труда послана шпага золотая с богатыми украшениями алмазами». В этом сражении галерная флотилия генерал-аншефа Голицына взяла на абордаж большие шведские корабли: линейный корабль и 4 фрегата.
В дальнейшем известно множество награждений золотым оружием с бриллиантами для генералов, и без бриллиантов для офицеров с различными почётными надписями («За храбрость», «За мужество», а также некоторые с указанием конкретных заслуг награждённого). Всего в XVIII веке выдано 300 таких наград, из них 80 с бриллиантами. 250 награждений пришлось на царствование Екатерины II.
Шпаги с бриллиантами представляли собой образцы ювелирного искусства, которые дорого обходились казне. К примеру, шпага фельдмаршала Румянцева (1775) стоила 10 787 рублей, шпаги с бриллиантами для генералов стоили более 2 тысяч рублей.
В июне 1788 года за бои против турок в Очаковском лимане впервые документально отмечены награждения Золотыми шпагами офицеров ниже генеральского чина с надписью «За мужество» и описанием причин награждения. Сохранился счет от 1790 года за Золотые шпаги с эфесами из золота 84-й пробы, где указана цена — 560 рублей за шпагу (стоимость табуна лошадей по ценам того времени).
В музее истории донского казачества города Новочеркасска хранится сабля с надписью на клинке «За храбрость», изготовленная в 1786 году. Там же представлена сабля атамана Платова — наградное оружие от Екатерины II за персидский поход 1796 года. Клинок сабли Платова изготовлен из булата, эфес же отлит из чистого золота и украшен 130 крупными изумрудами и алмазами. На спинке эфеса накладная надпись из золота «За храбрость». Ножны сделаны из дерева, обтянуты бархатом, все металлические части ножен из золота и украшены орнаментом из 306 бриллиантов, рубинов и камешков горного хрусталя.

### XIX век
Во время правления Павла I Золотое оружие не вручалось, так как Павел ввёл в наградную систему Российской империи орден Святой Анны. 3-я степень (с 1816 года — 4-я степень) этого ордена давалась за боевые заслуги, а знак крепился на эфесе шпаги или сабли. Награждения Золотым оружием возобновились в 1805 году при императоре Александре I.

28 сентября 1807 года подписан указ о причислении офицеров и генералов, награждённых Золотым оружием «За храбрость», «к прочим знакам отличия» и о внесении их в общий с кавалерами российских орденов список. 
Жалованные Нами и предками Нашими за военные подвиги генералитету и штаб и обер-офицерам золотые с надписьми шпаги, с алмазными украшениями и без оных, яко памятник Нашего к тем подвигам уважения, причисляются к прочим знакам отличия; для чего и повелеваем всех тех, коим такие золотые шпаги доныне пожалованы и пожалованы будут, внести и вносить в общий с кавалерами российских орденов список.
Было выделено три вида наградного оружия:
- Золотое оружие «За храбрость» с алмазами (бриллиантами),
- Золотое оружие «За храбрость»,
- Аннинское оружие — низшая, 3-я степень ордена Св. Анны (с 1815 года 4-я степень).

При этом Аннинское оружие стояло несколько особняком и, строго говоря, как таковым наградным оружием не являлось, поскольку непосредственно им не награждали, а выдавали знак ордена Св. Анны 4-й степени, который, в свою очередь, и крепился к эфесу обычной шпаги или сабли. Начиная с 1829 года на Аннинском холодном оружии тоже начали ставить надпись «За храбрость», которая наносилась в мастерской вместе с креплением к эфесу знака ордена.
Наполеоновские войны произвели большое число награждённых Золотым оружием. В Отечественную войну 1812 года удостоен 241 человек, в Заграничном походе русской армии 1813—14 годов — ещё 685. Всплески в статистике награждений приходятся на войны, которые вела Россия с внешними врагами. Так в Русско-турецкой войне 1877—1878 годов кавалерами Золотого оружия стали около 500 офицеров.
Согласно высочайшему указу от 19 марта 1855 года к Золотому оружию полагался темляк из Георгиевской ленты с целью «более видимого отличия для золотого оружия».
В 1859 принято положение, по которому к награждению Золотым оружием разрешается представлять любого офицера, но в чинах от прапорщика до капитана включительно офицер должен быть уже удостоен ордена Св. Анны 4-й степени за храбрость или ордена Св. Георгия 4-й степени. Для генералов Золотое оружие назначалось с бриллиантовыми украшениями.
1 сентября 1869 года все награждённые золотым оружием были причислены к Георгиевским кавалерам, но само оружие считалось отдельным самостоятельным знаком отличия. К этой дате Золотое оружие имели 3384 офицера и 162 генерала. С 1878 года генерал, награждённый Золотым оружием с алмазами, за свой счёт должен был изготовить простое Золотое оружие с Георгиевским темляком для ношения в строю вне парадов, на эфесе оружия крепился крест ордена Св. Георгия. К Золотому оружию «За храбрость» крест ордена не полагался, только темляк.
Офицерские наградные шпаги и сабли доставались воинам, чьим главным источником существования было часто лишь жалованье. Не случайно поэтому ещё со времени русско-турецкой войны 1877—1878 гг. почти все отмеченные Золотым оружием, судя по архивным документам, получали вместо него деньги, соответствующие его стоимости. Например, с апреля 1877 года по декабрь 1881 года деньги вместо награды получили 677 офицеров, практически все отмеченные Золотым оружием в этот период. Причина здесь не только в нежелании казны брать на себя лишние заботы по изготовлению наград, но и в том, что большинство награждённых об этом просило. Получив деньги-компенсацию, можно было заказать не золотое в буквальном смысле этого слова оружие, а лишь с позолоченным эфесом и вырезанной на эфесе надписью: «За храбрость» (операция, называющаяся в документах «отделкой оружия на манер золотого», стоила 4 руб. 50 коп.), распорядившись оставшейся суммой по своему усмотрению. Грамота же, удостоверяющая, что её владелец является кавалером Золотого оружия, высылалась бесплатно.

### XX век

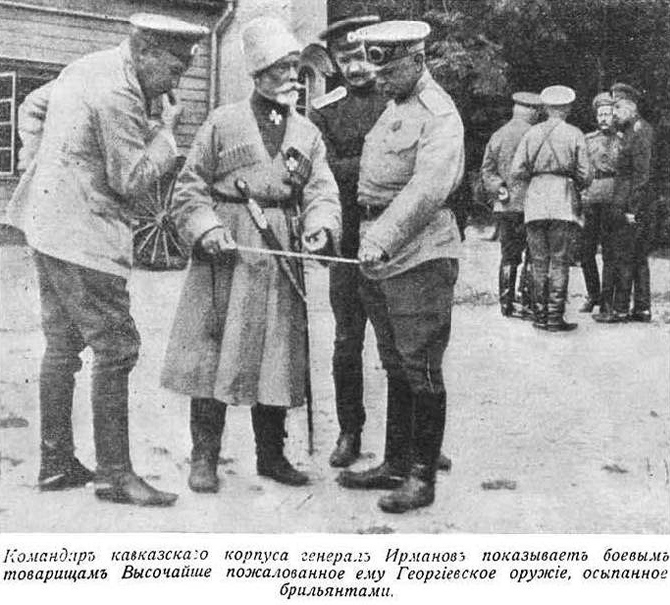
Командир Кавказского корпуса генерал Ирманов показывает боевым товарищам высочайше пожалованное ему Георгиевское оружие, украшенное бриллиантами.

За русско-японскую войну 1904—1905 гг. Золотое оружие «За храбрость», украшенное бриллиантами было вручено десяти генералам, без украшений — 818 офицерам.
В новом Статуте ордена Св. Георгия 1913 года Золотое оружие причислялось к ордену Св. Георгия как одно из его отличий с официальными названиями Георгиевское оружие и Георгиевское оружие, украшенное бриллиантами. На эфесах всех видов этого оружия стал помещаться маленький золотой крестик ордена Св. Георгия, покрытый белой эмалью. Размер крестика составлял примерно 17×17 мм.
Внешнее отличие обычного Георгиевского оружия от Георгиевского оружия, украшенного бриллиантами, состояло в том, что на втором крестик ордена Св. Георгия на эфесе был украшен бриллиантами, а вместо надписи «За храбрость» размещалось описание подвига, за который кавалер был удостоен награды.
Согласно Статуту, награждённый получал право изготовить эфес своего табельного холодного оружия из золота, или просто позолотить его и нанести надпись «За храбрость». Выдавался лишь темляк и золотой крестик Св. Георгия к оружию.
Георгиевское оружие с бриллиантами выдавалось без каких-либо денежных взносов. За все время Первой мировой войны эту награду получили только восемь человек: великий князь Николай Николаевич, Владимир Александрович Ирманов, Самедбек Садыхбек оглы Мехмандаров, Сергей Фёдорович Добротин, Платон Алексеевич Лечицкий, Петр Петрович Калитин, Алексей Алексеевич Брусилов и Антон Иванович Деникин.

## СтатутГеоргиевского оружия 1913 года
Извлечения из статута ордена Святого Георгия от 1913 года. Часть III: О Георгиевском оружии:

- Под Георгиевским Оружием разумеются: шпаги, сабли, палаши, шашки и кортики существующих образцов, но с эфесами, сплошь позолоченными, с лавровыми украшениями на кольцах и наконечниках ножен; на эфесе изображена надпись «за храбрость» и помещается крест ордена Св. Георгия уменьшенного размера из финифти; темляк к Оружию — на Георгиевской ленте. Эфес и приборные металлические части ножен разрешается изготовлять из золота.
- Жалуется генералам и адмиралам Георгиевское Оружие, украшенное бриллиантами, причем надпись «за храбрость» заменяется указанием на подвиг, за который Оружие пожаловано; на эфесе крест ордена Св. Георгия из финифти, также украшенный бриллиантами; темляк к Оружию — на Георгиевской ленте.
- Георгиевское Оружие никоим образом не может быть жалуемо в качестве очередной боевой награды или же за участие в определённых периодах кампаний или боях, без наличия несомненного подвига.
- Офицеры, имеющие орден св. Анны 4-й степени с надписью «за храбрость», сохраняют таковой на эфесе Георгиевского Оружия. Генералам и адмиралам, пожалованным Георгиевским Оружием с бриллиантовыми украшениями, предоставляется носить, взамен подлинного, таковое Оружие без украшений, помещая в последнем случае на эфесе лишь орденский знак, украшенный бриллиантами.
- Темляки на Георгиевской ленте и орденские знаки, помещаемые на Георгиевском Оружии, выдаются лицам, пожалованным таковым, Капитулом Орденов; знаки изготовляются на счет орденского капитала из золота 56 пробы; украшенное же бриллиантами Оружие отпускается из кабинета ЕГО ИМПЕРАТОРСКОГО ВЕЛИЧЕСТВА.

## Награждённые Георгиевским оружием
Примеры награждений во время Первой мировой войны и описания соответствующих подвигов.
| №  | Имя                                             | Чин, должность | Описание подвига |
| -- | ----------------------------------------------- | --- | --- |
| 1  | Мехмандаров, Самед-бек Садых-бек оглы           | Генерал от артиллерии | За то, что 9 и 10 октября 1914 года, преследуя в составе войск корпуса разбитую под Ивангородом германскую армию и встретив на линии Полично-Богуцинский лес шедшие ей на выручку превосходные австрийские силы, стремившиеся охватить фланг нашего боевого расположения, рядом штыковых ударов и решительным наступлением, лично находясь в боевой линии войск и неоднократно подвергая жизнь свою явной опасности, остановил движение противника и ударом во фланг обратил его в бегство. 11, 12 и 13 октября 1914 года отразил с большим уроном для неприятеля неоднократные попытки превосходных сил его обойти правый фланг нашего боевого порядка, принудив противника к поспешному отступлению по всему фронту, причем за один день — 11 октября 1914 года — нами были взяты 1 штаб-офицер, 16 обер-офицеров, 670 нижних чинов и 1 пулемёт. |
| 2  | Кампрад, Казимир Карлович                       | Полковник 64-го Казанского пехотного полка                                                                                   | 31 мая и 1 июня 1915 года в бою у дер. Рогузно, временно командуя в чине подполковника 64-м Казанским пехотным полком и находясь в передовых окопах под огнём противника, без ближайших помощников, лично руководил действиями полка и, исполняя поставленную задачу, атаковал неприятеля и занял дер. Рогузно, взяв в плен 526 немцев-гвардейцев и захватив 4-орудийную неприятельскую батарею и 6 пулемётов. |
| 3  | Бек-Пирумов, Даниил                             | Полковник 153-го пехотного Бакинского полка                                                                                  | В ночь с 31 декабря 1915 года на 1 января 1916 года, будучи начальником боевой части в составе батальона 153-го пехотного Бакинского полка, 4 пулемётов и дружины, получив задачу атаковать сильно укрепленные Азапкейские позиции южнее и севернее дороги Азап-Кей-Ардос, своим мужеством, беззаветной храбростью и разумным командованием, под турецким губительным ружейным, пулемётным и в упор артиллерийским огнём, довёл атаку батальона и дружины до удара холодным оружием, выбил турок из укрепления над с. Азап-Кей, закрепил захваченный важный участок позиции за собой, чем обеспечил успех соседним частям, причём ротами были захвачены два тяжёлых турецких орудия, стрелявших в упор и защищаемых турецкой пехотой. |
| 4  | Мельников, Василий Евтихиевич                   | Полковник 17-го Туркестанского стрелкового полка                                                                             | Будучи начальником третьего боевого участка, от с. Аха до горы Путинцева, Василий Мельников 7 декабря 1915 года, командуя батальоном с двумя пешими разведческими командами при двух пулемётах, смелым и неожиданным натиском рот, под личным его начальством, сбросил турок с их позиций и далеко потеснил их; выдержав и отбив четыре контратаки турок, все время находился под сильным пулемётным, ружейным и артиллерийским огнём противника; подвергая свою жизнь опасности, лично два раза верхом скакал к дрогнувшим было, за выбытием офицеров из строя, частям и личным примером воодушевлял и снова направлял их к успеху; смелыми и решительными своими действиями захватил и удержал до конца сражения важный неприятельский пункт, чем значительно улучшил положение боевого участка. |
| 5  | Барковский, Владимир Михайлович                 | Полковник, командир 80-го лейб-пехотного Кабардинского генерал-фельдмаршала князя Барятинского полка                         | За то, что в непрерывных боях под Кизильджиком в ноябре 1914 года доблестно отбил все настойчивые атаки турок в превосходящих силах (посмертно). |
| 6  | Волох, Емельян Иванович                         | Штабс-капитан, командир 1-й роты 47-го Сибирского стрелкового полка                                                          | За то, что будучи в чине прапорщика, в ночь с 20 на 21 августа 1915 года с 3 взводами разведчиков зашёл во фланг и тыл противнику, занимавшему опушку леса у с. Краукле, лихой атакой вынудил немцев к поспешному отступлению, взял в плен 9 человек и захватил 25 ружей. Этим обеспечил фланг и тыл рот, занимавших левый берег р. Экау. |
| 7  | Лебедев, Георгий Иванович                       | Подполковник, командир 2-й батареи 1-го дивизиона 1-й Финляндской стрелковой артиллерийской бригады                          | 11 июля 1917 года, во время отступления в Галиции в бою у д. Олеша, 2 батарея, в составе 1 дивизиона 1-й Финляндской Стрелковой Артиллерийской бригады занимала позицию на участке 5 Финляндской стрелковой дивизии, к которой был придан 1-й дивизион. Растянутость позиций, больше 4 вёрст, между д. Олеша и д. Хрехорув, и малое количество штыков в полках, делало положение крайне неустойчивым. С 12 часов противник начал наступление, особенно энергичное на участке 17 Финляндского полка. Подполковник Лебедев занял наблюдательный пункт в передовых окопах и находясь там, в протяжении всего боя, под артиллерийским и ружейным огнём противника, корректировал огонь своей батареи, неоднократно, в течение дня останавливал наступление цепей, рассеивал их и не давал им приблизиться к нашим окопам. Пренебрегая личной опасностью, подполковник Лебедев способствовал удержанию этой позиции до наступления темноты и выполнению задачи, возложенной на отряд. |
| 8  | Николаевский, Николай Александрович (1864—1915) | Полковник, командир 8-го Гренадерского Московского полка                                                                     | Приказомъ по войскамъ IV-й арміи отъ 29 января 1915 года за № 413, за то, что 8 ноября 1914 года въ бою у дер. Воля-Блякова, командуя батальономъ, занялъ с боя эту деревню, обладаніе которой имѣло важное значеніе для общаго успѣха, награждёнъ Георгіевскимъ оружиемъ. (Сохранены оригинальные орфография и пунктуация.) |
| 9  | Моисеенко-Великий, Николай Николаевич           | Капитан, командир Гвардейского корпусного авиационного отряда Российского императорского военно-воздушного флота (1916—1917) | За то, что, будучи в чине поручика и управляя воздухоплавательным прибором при воздушной разведке 19 апреля 1915 года в районе Нов.-Сандец-Грибов-Бобова под сильнейшим обстрелом германской артиллерии (до 120-ти снарядов), прорвался в тыл противника, через опасное горное ущелье с сильным воздушным переменным течением, где накануне погиб наш лётчик. Своевременно доставленные важные сведения о группировке сил противника существенно повлияли на дальнейшие наши операции на этом фронте. Награждён 24 января 1917 года. |
| 10 | Букин, Василий Иванович                         | Войсковой старшина 47-го Донского казачьего полка                                                                            | За то, что будучи в чине есаула, 16 августа 1915 г., когда части нашей кавалерии отошли к своей позиции, обнажив правый фланг пехотного полка, причём немцы уже заняли находившиеся на фланге этого полка г. дв. и д. Разулино и угрожали отрезать полк, со своей сотней, несмотря на сильный огонь противника, заняв позицию, отразил натиск обошедших немцев, не дал им зайти в тыл нашей пехоте и удержался на занятой позиции до вечера, когда получил приказание отойти. (Высочайший приказ от 2 ноября 1916 г.). |
| 11 | Карликов, Вячеслав Александрович                | Полковник, командир Ларго-Кагульского 191-го пехотного полка                                                                 | За то, что 12 августа 1914 года при местечке Монастыржиска, по получении известий о наступлении противника, по собственному почину выслал боевую часть для прекрытия и поддержки отступающих частей соседней дивизии, но получивши приказание наступать, смело энергично атаковал противника, причём выбор направления был настолько удачный, что правый фланг охватил левый флаг австрийцев, чем заставил врага быстро очистить позиции и в беспорядке отступить. (ВП от 24 февраля 1915 года) |

## Комментарии
1. ↑  В ПСЗРИ под знаками отличия понимались «медали, золотые шпаги и сабли, кресты и знаки, шевроны, кафтаны». См.: Знаки отличий Архивная копия от 5 сентября 2019 на Wayback Machine, с. 743. В нормативно-правовых актах Российской империи отсутствуют положения, прямо приравнивающие наградное оружие к ордену.